# Johan Jakobsson

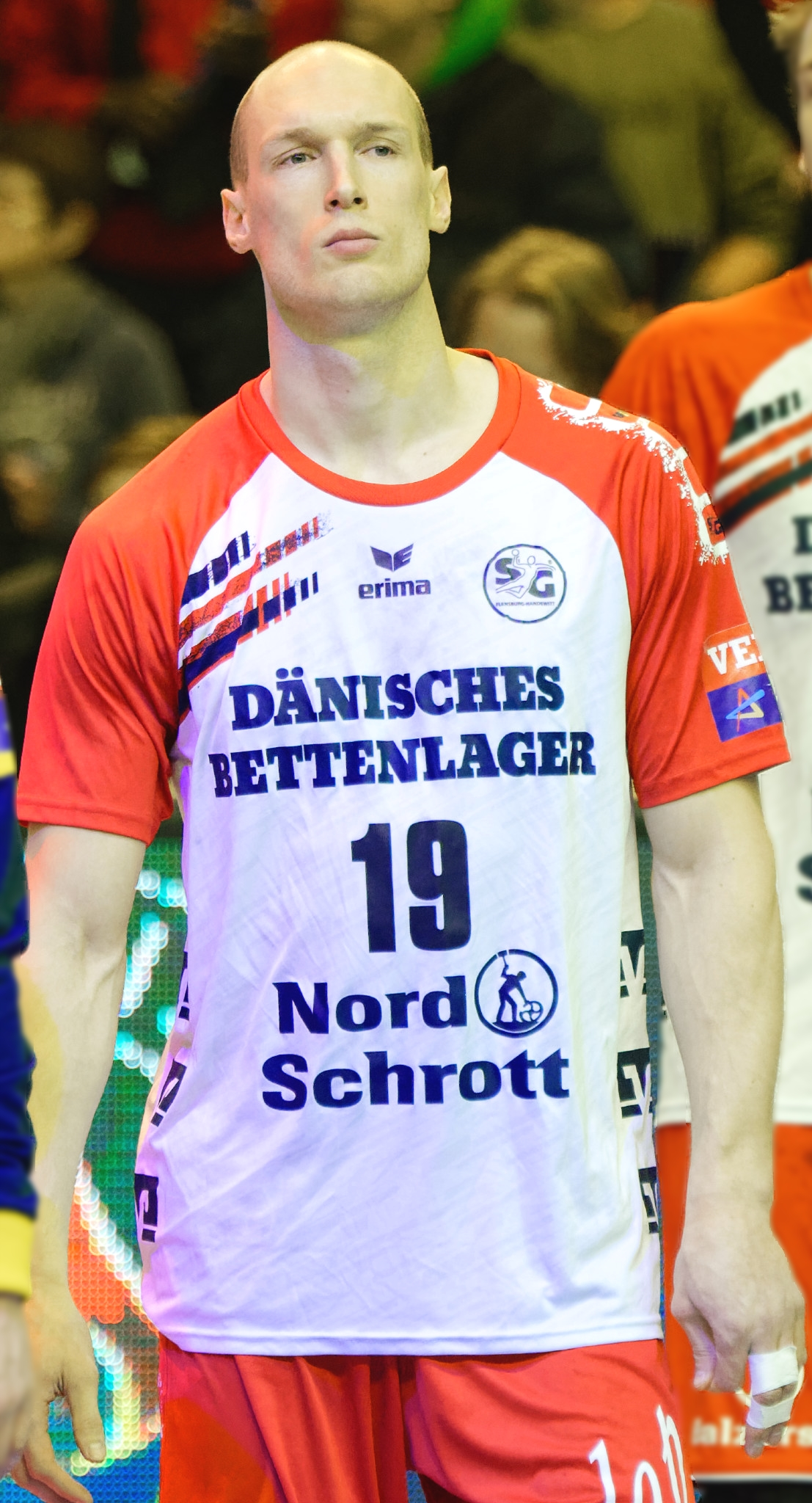
Johan Jakobsson

Johan Jakobsson (12 de febrero de 1987, Gotemburgo, Suecia) es un exjugador sueco de balonmano que jugaba en la posición de lateral derecho. Su último equipo fue el IK Sävehof de la Handbollsligan. Fue un componente de la selección de balonmano de Suecia.

## Palmarés

### Aalborg
- Liga danesa de balonmano (1): 2013

### Flensburg
- Copa de Alemania de balonmano (1): 2015

## Equipos
- HP Warta (-2005)
- IK Sävehof (2005-2011)
- Aalborg HB (2011-2014)
- SG Flensburg-Handewitt (2014-2017)
- IK Sävehof (2017-2019)

## Palmarés

### Selección nacional

#### Juegos Olímpicos
- Medalla de plata en los Juegos Olímpicos de 2012